# Baggatella
Baggatella es un género de foraminífero bentónico de la subfamilia Baggatellinae, de la familia Caucasinidae, de la superfamilia Delosinoidea, del suborden Buliminina y del orden Buliminida. Su especie tipo es Baggatella inconspicua. Su rango cronoestratigráfico abarca desde el Luteciense (Eoceno medio) hasta el Oligoceno.

## Discusión
Clasificaciones previas incluían Baggatella en el suborden Rotaliina del orden Rotaliida.

## Clasificación
Baggatella incluye a las siguientes especies:
- Baggatella aenigmatica †
- Baggatella altiuscula †
- Baggatella divulgata †
- Baggatella gutsulica †
- Baggatella inconspicua †
- Baggatella latiaperta †
- Baggatella perlita †